# Hannes Kaasik
Hannes Kaasik (1978. augusztus 11. –) észt nemzetközi labdarúgó-játékvezető.

## Pályafutása

### Nemzeti játékvezetés
2000-ben lett az I. Liga játékvezetője.

#### Nemzeti kupamérkőzések
Vezetett Kupa-döntők száma: 1.

##### Észt-kupa
| Időpont         | Helyszín                   | Mérkőzés típusa | Mérkőzés                | Eredmény | Nézők száma |
| --------------- | -------------------------- | --------------- | ----------------------- | -------- | ----------- |
| 2008. május 13. | Kadriorg Stadion, Tallinn  | döntő           | FC Flora–JK Tammeka     | 3 – 1    | 500         |
| 2011. május 10. | A. Le Coq Stadion, Tallinn | döntő           | JK Narva Trans–FC Flora | 0 – 2    | 390         |

### Nemzetközi játékvezetés
Az Észt labdarúgó-szövetség Játékvezető Bizottsága (JB) terjesztette fel nemzetközi játékvezetőnek, a Nemzetközi Labdarúgó-szövetség (FIFA) 2002-től tartotta nyilván bírói keretében. Több nemzetek közötti válogatott és klubmérkőzést vezetett, vagy működő társának 4. bíróként segített. FIFA JB besorolás szerint első kategóriás bíró. Az észt nemzetközi játékvezetők rangsorában, a világbajnokság-Európa-bajnokság sorrendjében a 2. helyet foglalja el 4 találkozó szolgálatával. Válogatott mérkőzéseinek száma: 10 (2013).

#### Világbajnokság
A világbajnoki döntőhöz vezető úton Dél-Afrikába a XIX., a 2010-es labdarúgó-világbajnokságra valamint Brazíliába a XX., a 2014-es labdarúgó-világbajnokságra a FIFA JB bíróként alkalmazta.

##### 2010-es labdarúgó-világbajnokság

###### Selejtező mérkőzés
| Időpont            | Helyszín                     | Mérkőzés típusa           | Mérkőzés              | Eredmény | Nézők száma |
| ------------------ | ---------------------------- | ------------------------- | --------------------- | -------- | ----------- |
| 2008. november 19. | Olimpiai Stadion, Serravalle | előselejtező (3. csoport) | San Marino–Csehország | 0 – 3    | 1318        |

##### 2014-es labdarúgó-világbajnokság

###### Selejtező mérkőzés
| Időpont           | Helyszín                      | Mérkőzés típusa           | Mérkőzés              | Eredmény | Nézők száma |
| ----------------- | ----------------------------- | ------------------------- | --------------------- | -------- | ----------- |
| 2013. március 26. | Windsor Park Stadion, Belfast | előselejtező (F. csoport) | Észak-Írország–Izrael | 0 – 2    | 11 200      |

#### Európa-bajnokság

##### U17-es labdarúgó-Európa-bajnokság
Luxemburg rendezte a 2006-os U17-es labdarúgó-Európa-bajnokságot, ahol a FIFA/UEFA JB hivatalnoki szolgálatra vette igénybe.
| Időpont        | Helyszín                           | Mérkőzés típusa              | Mérkőzés                | Eredmény |
| -------------- | ---------------------------------- | ---------------------------- | ----------------------- | -------- |
| 2006. május 3. | Alphonse Theis Stadion, Hespérange | csoportmérkőzés (A. csoport) | Luxemburg–Spanyolország | 1 – 7    |
| 2006. május 5. | Jos Nosbaum Stadion, Dudelange     | csoportmérkőzés (B. csoport) | Belgium–Szerbia         | 1 – 1    |

---
Az európai labdarúgó torna döntőjéhez vezető úton Ukrajnába és Lengyelországba a XIV., a 2012-es labdarúgó-Európa-bajnokságra az UEFA JB játékvezetőként foglalkoztatta.

##### 2012-es labdarúgó-Európa-bajnokság

###### Selejtező mérkőzés
| Időpont           | Helyszín                | Mérkőzés típusa           | Mérkőzés                | Eredmény | Nézők száma |
| ----------------- | ----------------------- | ------------------------- | ----------------------- | -------- | ----------- |
| 2010. október 8.  | Népstadion, Budapest    | előselejtező (E. csoport) | Magyarország–San Marino | 8 – 0    | 10 596      |
| 2011. október 11. | Városi Stadion, Asztana | előselejtező (A. csoport) | Kazahsztán–Ausztria     | 0 – 0    | 11 000      |

#### Baltik-kupa
| Időpont          | Helyszín                               | Mérkőzés típusa | Mérkőzés            | Eredmény | Nézők száma |
| ---------------- | -------------------------------------- | --------------- | ------------------- | -------- | ----------- |
| 2010. június 18. | S.Dariaus-und-S.Girėno Stadion, Kaunas | csoportmérkőzés | Litvánia–Lettország | 0 – 0    | 1000        |
| 2012. június 3.  | TammeStadion, Tartu                    | bronzmérkőzés   | Észtország–Litvánia | 1 – 0    | 1094        |

#### Nemzetközi kupamérkőzések

##### Intertotó-kupa
| Időpont         | Helyszín                       | Mérkőzés típusa | Mérkőzés                      | Eredmény | Nézők száma |
| --------------- | ------------------------------ | --------------- | ----------------------------- | -------- | ----------- |
| 2008. július 5. | Na Stínadlech Stadion, Teplice | 2. kör          | FK Teplice–Budapest Honvéd FC | 1 – 3    | 3000        |

## Magyar vonatkozás
| Időpont            | Helyszín                | Mérkőzés típusa             | Mérkőzés                   | Eredmény | Nézők száma |
| ------------------ | ----------------------- | --------------------------- | -------------------------- | -------- | ----------- |
| 2011. november 15. | Miejski Stadion, Poznań | felkészülési (866.mérkőzés) | Lengyelország–Magyarország | 2 – 1    | 7500        |